# Alexandromys maximowiczii
Alexandromys maximowiczii (anteriormente,Microtus maximowiczii) es una especie de roedor de la familia Cricetidae.

## Distribución geográfica
Se encuentra en  China, Mongolia y Rusia. 